# Comodoro Rivadavia
Comodoro Rivadavia é a cidade mais populosa da província de Chubut , Argentina, com 137.061 habitantes, de acordo com o censo de 2001, contudo não é a capital da mesma, sendo esta a pequena Rawson. 